# Tachyphyle basiplaga
Tachyphyle basiplaga är en fjärilsart som beskrevs av Walker 1861. Tachyphyle basiplaga ingår i släktet Tachyphyle och familjen mätare. Inga underarter finns listade i Catalogue of Life.